# Ignazio Busca
Pour les articles homonymes, voir Busca.
Ignazio Busca (né le 31 août 1731 à Milan, en Lombardie, alors dans le duché de Milan et mort le 12 août 1803 à Rome) est un cardinal italien du XVIIIe siècle et du début du XIXe siècle.

## Biographie
Ignazio Busca est nommé archevêque titulaire d'Émèse (de) et est consacré le 17 septembre 1775 par Henri Benoît Stuart avec comme co-consécrateurs Francesco Maria Piccolomini et Étienne-Évode Assemani. Il est nommé nonce apostolique en Flandre (en) en 1775. En 1785 il est nommé gouverneur de Rome et vice-camerlingue du Sacré Collège. 
Le pape Pie VI le crée cardinal lors du consistoire du 30 mars 1789. Il participe au conclave de 1799-1800, lors duquel Pie VII est élu. Il est camerlingue du Sacré Collège en 1791. Busca est cardinal secrétaire d'État en 1796-1797 et c'est à cause de sa politique hostile envers les Français, que les ceux-ci envahissent Rome.

## Succession apostolique
Ignazio Busca a ordonné les évêques suivants :
- Archevêque John Thomas Troy (en), O.P. (1777)
- Évêque Albert Louis de Lichtervelde (1780)